# Цілинний район (Північноказахстанська область, Казахська РСР)
Ціли́нний район (рос. Целинный район) — колишній район у складі Північноказахстанської області Казахської РСР.

## Історія
Цілинний район утворений 17 жовтня 1980 року з центром у селі Аксуат із частин сусідніх районів:
- зі складу Тимірязєвського район — Аксуатська, Білоградовська, Дзержинська, Інтернаціональна, Ішимська, Ленінська, Мічурінська сільради
- зі складу Сергієвського району — Городецька, Октябрська, Юбілейна сільради

Район ліквідований 9 липня 1988 року, територія була розділена між Сергієвським та Тимірязєвським районами — усі ради повернути до своїх колишніх районів.